# شاه‌ماهی چینی
شاه‌ماهی چینی (نام علمی: Ilisha elongata) نام یک گونه از تیره شگ‌ماهیان زره‌شکم است.